# Sematophyllum stenopyxidium
Sematophyllum stenopyxidium är en bladmossart som beskrevs av Brotherus 1925. Sematophyllum stenopyxidium ingår i släktet Sematophyllum och familjen Sematophyllaceae. Inga underarter finns listade i Catalogue of Life.